# Sima Samar
Sima Samar (fārsī : سیما سمر sīmā samar), née le 3 février 1957 à Jaghori dans la province de Ghazni, est une femme politique afghane, qui a été vice-présidente de la République à titre provisoire et ministre de la Condition féminine de décembre 2001 à 2003. Elle devient ensuite présidente de la Commission indépendante pour les droits humains en Afghanistan et rapporteure spéciale des Nations unies sur les droits humains au Darfour.

## Biographie

### Enfance et formation
Née dans une région et une famille hazāra, elle se rend à Kaboul pour ses études, s'implique dans la vie politique sur les campus et adhère à l'Association révolutionnaire des femmes en Afghanistan. En 1982, elle obtient un doctorat de médecine à l'université de Kaboul.

### Engagement politique
Elle s'oppose à l'invasion soviétique de l'Afghanistan et elle doit s'exiler au Pakistan en 1983. Dans ce pays, elle fonde Shahada, une association caritative pour les femmes qui gère plusieurs hôpitaux et une cinquantaine d'écoles de filles. En 1989, elle quitte l'association révolutionnaire des femmes en Afghanistan. Après la chute des talibans, elle revient en Afghanistan, où elle est nommée vice-présidence du cabinet provisoire d'Hamid Karzai et chargée de la question des femmes. En conflit avec ses membres les plus religieux, elle quitte le gouvernement en 2003. En mai 2009, elle est nommée officier honoraire de l'ordre du Canada « pour sa contribution à l'avancement des droits de la personne dans le monde entier, et particulièrement ceux des femmes ».
Tout au long de sa carrière, elle se bat pour que les auteurs de crimes répondent de leurs actes. Elle a été proposée pour le prix Nobel de la paix 2009 (lequel a finalement été attribué à Barack Obama). En 2012, elle reçoit le Right Livelihood Award pour son « courage et sa constance dans la défense des droits humains, notamment des droits des femmes dans une des régions les plus complexes et dangereuses du monde ». Elle quitte pour la dernière fois son pays le 25 juin 2021 après la prise de Kaboul par les talibans.